# Villa El Salvador
Villa El Salvador is een district in Peru. Het district telt ongeveer 367.436 inwoners. De hoofdstad van het district is Villa El Salvador. 

## Geschiedenis
In 1971 bezetten tweehonderd dakloze families een stuk braakliggend land nabij de Peruaanse hoofdstad Lima. Zij waren het rondtrekken moe en wilden een vaste plek om te wonen. De regering, die het stuk land bestemd had voor grote projecten, zag hier niets in. De pioniers waren echter vastbesloten te blijven. Vele anderen, onder de indruk door deze actie, sloten zich aan en weldra waren het 9000 gezinnen. Na lang onderhandelen met de regering, kregen zij een nieuw en groter stuk land, een zandvlakte aan de rand van Lima. Vol goede moed doopten de families hun nieuwe woonplaats 'Villa El Salvador': de Stad van de Verlosser. De wijkcomités opereren onder de naam CUAVES.

## Bestuurlijke indeling
Het district is een onderdeel van de provincie Lima in de gelijknamige regio en maakt deel uit van de metropool Lima Metropolitana..

## Burgemeesters
- 2011-2014: Santiago Mozo Quispe.
- 2003-2010: Jaime Alejandro Zea Usca.
- 1999-2002: Martín Pumar Vílchez.

## Feest- en gedenkdagen
- Señor de los Milagros

## Stedenbanden
- Amstelveen (Nederland), sinds 1997
- Arnhem (Nederland), sinds 1989 (particulier)